# 愛してナイト
『愛してナイト』（あいしてナイト）は、多田かおるによる日本の漫画作品。また、これを原作とした同名のテレビアニメ、および実写版。

## 原作漫画
関西を舞台に、お好み焼屋「まんぼう」の一人娘・"やっこ"こと三田村八重子とロックシンガー・加藤剛の乙女チックな明るい恋物語を描く。『別冊マーガレット』（集英社）で連載された。
「愛してナイト」というタイトルは、MBSの深夜ラジオ「ヤングタウン」がきっかけとなっている。この「ヤングタウン」の月曜日のコーナー（パーソナリティーは笑福亭鶴瓶・中村行延ら）で、リスナーから詞を送ってもらい、シンガーソングライターである中村が曲をつけて番組内で発表するというコーナーがあり、そこで採用された歌詞のひとつが「愛してナイト」だった。著者と鶴瓶は知り合いだったため、新連載の際にこのタイトルを頂戴したのだという。

### 登場人物
登場人物の名前は、時代劇俳優をもじったものになっている。
三田村 八重子
主人公。お好み焼き屋・まんぼうの看板娘で、「やっこちゃん」と呼ばれ、周囲の誰からも親しまれている。心優しく、天真爛漫だが意地っ張りなところがあり、剛と恋仲になってからも、紆余曲折を繰り返す。
そそっかしいのか、皿を割ったり、返し損ねたお好み焼きを剛や里見にぶつけたりと不器用な一面が目立つが、店の手伝いを積極的にこなす孝行娘であり、親一人子一人で育ったためか、なんやかんやいいながらも口うるさい父との絆も強い。
昼間は店に出ているため、夜間大学の英文科（剛と同じ大学・アニメでは定時制高校）に通っている。物語当初はアメリカでお好み焼き屋を開くのが夢だった。
このやっこちゃんをめぐり、さまざまな男たちが愛憎劇を繰り広げるというのがストーリーの骨子である。見た目こそ派手ではないが、妙に男の気を引くタイプらしい。
加藤 剛
大学生。ロックバンド「ビーハイヴ」のボーカリスト。最初は意識しないながらも、少しずつ純粋で一途なやっこに惹かれていく。白黒マンガではいまひとつわかりづらいが、髪の色は前面が真っ赤でそれ以外は金髪というかなりパンクな髪型をしている（しかしビーハイヴはパンクバンドではない）。
加藤 橋蔵
剛の腹違いの弟で、本名は英樹。就学前の児童。パーマのかかった青い髪が特徴。やっこと剛を恋人同士にさせるために、里美を遠ざけようとするなど、けなげにもあの手この手で作戦を仕掛ける。
ジュリアーノ
剛が飼っている猫で、いつも橋蔵と行動を共にしており、橋蔵が抱きかかえると前が見えなくなるくらいのデブ猫である。鳴き声が「ふみ〜」と「ぶみ〜」しか言わない。目つきが悪く、ふてぶてしい。特に女性に懐くことは滅多にない。お好み焼きの『ぶた玉』が好物。
八重子の父（三田村 しげまろ）
お好み焼き屋・まんぼう店主。口は悪いが一人娘のやっこを溺愛しており、悪い虫が寄り付かないよう常にやっこを監視している。人情的な話をされると、無理な頼みも断れなくなってしまう性格である。
大川 里美
剛の高校時代からの親友でロックバンド「ビーハイヴ」のキーボーディスト。愛称は「サミー」。見た目は女性よりも色っぽく、あらゆる楽器を弾きこなし、初期ではピアノ講師のアルバイトもやっていた。剛とならぶ人気者。剛と知り合うずっと以前からやっこに一目惚れして、まんぼうに通い詰めていたが、八重子の父がロック嫌いだったため、オカマバーに務めていると嘘をついていた。剛とやっこの急接近をよく思っておらず、先に告白し、一度はやっこと交際に至るが、剛への想いを知って、身を引く。
藤木

東野 英次
ギタリスト。いつもサングラスをかけており、強面風だったが、実はかわいい顔をしており、涙もろい。剛にフラれた五十鈴を慰めているうちに意気投合し、部屋に押しかけてきた五十鈴にプロポーズし、結婚する。
梶原 芽衣子
高校生。「ビーハイヴ」のおっかけ。
東野（藤田） 五十鈴
やっこの親友。地味なやっことは裏腹に派手で美人。「ビーハイヴ」の大ファン。剛に惹かれ、里美の恋人になったやっこを利用して、自分も剛の恋人になろうと目論むが、二人が惹かれあっていることにショックを受ける。その上でやっこの人のいい性格を見越して、風邪を引いたと嘘をつき、剛に見舞いに来てもらうが、きっぱりとフラれる。
その後、東野に慰めてもらっているうちに意気投合し、電撃的にプロポーズされ、結婚に至る。
杉
ベーシスト。最年長かつ皆のまとめ役。父親が倒れたのを皮切りに実家の呉服店を継ぐ決意をし、バンドから脱退する。屈指の実力者であったため、抜けた穴は大きく、剛たちは苦悩することとなる。
北大路良太郎

## テレビアニメ
1983年3月1日から1984年1月24日まで火曜日19:30から20:00の時間帯においてテレビ朝日系で放送。全42話。
原作漫画は関西が舞台であったが、アニメ版は東京を舞台に変えられて設定された。本放送中期以降、エンドテロップ代わりに「やっこの恋占い」と称し、やっこ（堀江美都子）が「○○座のあなた、今週は…」と星座占いを紹介するコーナーが挿入された。
テレビ朝日の火曜19時30分枠でアニメが放送されるのは、1979年3月27日終了の『星の王子さま プチ・プランス』（朝日放送制作）以来4年振り、テレビ朝日制作作品は、1975年3月18日まで放送していた『カリメロ』（第1作。4月以降は30分繰上げ）以来8年振りだが、『カリメロ』は日伊合作作品であるため、純国産では1965年8月31日終了の『少年忍者風のフジ丸』以来、実に18年振りである。

### 声の出演
三田村 八重子
声 - 堀江美都子
加藤 剛
声 - 佐々木功
ささきは劇中の歌唱場面では歌っていない。これは、ささき自身がアニソン歌手・またはロカビリー歌手というイメージがあることや、ささき自身の歌声が演じた剛自身に似つかない所があること、ささき自身が固辞した為ではないかと言われる。劇中ではアイ高野が歌唱している。
加藤 橋蔵
声 - 三田ゆう子
ジュリアーノ
声 - 雨森雅司（第1話-第38話） → 兼本新吾（第39話-第42話）
初代声優の雨森雅司は、近所の親父役も演じて2役をこなしていたが、中途で降板、番組終了後の3カ月後に肝硬変で急死し、この作品が遺作となった。
八重子の父（三田村 しげまろ）
声 - 青野武
舞台設定が関西から東京に変更されたため、べらんめえ口調の江戸っ子堅気のキャラクターになっている。口癖は「車とわけえ男には気をつけろよ!!」。
大川 里美
声 - 森功至
最も設定が異なっているキャラクターの一人。大富豪の御曹司であり、赤のスポーツカーを乗り回したり、やっこに薔薇の花束を届けるなどしている。
藤木
声 - 麦人

東野 英次
声 - 塩沢兼人

梶原 芽衣子
声 - 川島千代子

藤田 五十鈴
声 - 間嶋里美

杉
声 - 堀秀行（第10話）→小林通孝（第13話以降）

### スタッフ
- プロデューサー - 勝田稔男、武田寛
- 原作 - 多田かおる
- 音楽 - 青木望
- キャラクターデザイン - 山口泰弘
- 美術デザイン - 田中資幸
- シリーズディレクター - 葛西治
- プロデューサー - 加藤守啓、富田泰弘
- 特殊効果 - 中島正之、板坂泰江、鈴城るみ子
- 撮影 - 白井久男、池上元秋、佐野和広
- 編集 - 鳥羽亮一、花井正明
- 録音 - 波多野勲
- 効果 - 水野修一
- 選曲 - 宮下滋
- 演出助手・製作進行 - 大久保唯男、井藤誠、貝沢幸男、山口克己、樋口宗久、石踊宏、小池剛之介、佐藤順一
- 記録 - 原芳子
- 現像 - 東映化学
- アニメーション制作 - 東映動画
- 制作：テレビ朝日、東映、東映エージエンシー（オープニング映像では、「東映エージェンシー」と表記）

### 主題歌
「恋は突然」
堀江美都子によるオープニングテーマ。作詞は藤公之介、作曲は小田裕一郎、編曲は久石譲。
「ぼくのジュリアーノ」
平塚たかあきによるエンディングテーマ。作詞は藤公之介、作曲は小田裕一郎、編曲は久石譲。
挿入歌レコードとして、劇中で剛が所属する架空のロックグループ「ビーハイヴ」名義で「FIRE」、「FREE WAY」が実際に発売された。メインボーカルはアイ高野が担当。「アイ高野とビーハイヴ」はこの後LPを2枚発表する。「アイ高野とビーハイヴ」には、茶々丸こと藤村幸宏も在籍していた。また、『おもしろクイズBOX』で「恋は突然」のフレーズが流れた。
オープニングの、画面左から橋蔵、やっこちゃん、ジュリアーノが並んで歩く冒頭場面で、第6話までは足の動きがあとずさりするような動きだったが、第7話のオープニングからは自然な動きのものに修正された。

### 各話リスト
| 話数 | 初回放送日     | サブタイトル               | 脚本       | （絵コンテ） 演出     | 作画監督     | 美術     |
| ---- | -------------- | -------------------------- | ---------- | --------------------- | ------------ | -------- |
| 1    | 1983年 3月1日  | 坊やと猫とキザな奴         | 馬嶋満     | 葛西治                | 山口泰弘     | 田中資幸 |
| 2    | 3月8日         | 女嫌いのジュリアーノ       | 馬嶋満     | 福島和美              | 笠原彰       | 勝井和子 |
| 3    | 3月15日        | キッスはまだ早い           | 馬嶋満     | （西沢信孝） 吉沢孝男 | 福地信之     | 田中資幸 |
| 4    | 3月22日        | めぐりあいロックンロール   | 馬嶋満     | 八沖繁男              | 冨沢雄三     | 勝井和子 |
| 5    | 3月29日        | 剛とやっこの結婚人形       | 馬嶋満     | 葛西治                | 野田拓実     | 池田祐二 |
| 6    | 4月5日         | 真夜中のプラトニック・ラブ | 富田祐弘   | 福島和美              | 小室常夫     | 池田祐二 |
| 7    | 4月12日        | 乙女チックな三角関係       | 馬嶋満     | 正延宏三              | 笠原彰       | 勝井和子 |
| 8    | 4月19日        | 忘れ物ラブソング           | 馬嶋満     | 芹川有吾              | 山口泰弘     | 池田祐二 |
| 9    | 4月26日        | カン違いのキッス           | 富田祐弘   | 八沖繁男              | 冨沢雄三     | 勝井和子 |
| 10   | 5月3日         | 愛のバースデー・プレゼント | 馬嶋満     | 福島和美              | 荒木伸吾     | 池田祐二 |
| 11   | 5月10日        | さよなら剛さん             | 馬嶋満     | 葛西治                | 福地信之     | 田中資幸 |
| 12   | 5月17日        | 恋のジグソーパズル         | 富田祐弘   | 正延宏三              | 笠原彰       | 勝井和子 |
| 13   | 5月24日        | 悲しみのフリーウェイ       | 馬嶋満     | 芹川有吾              | 荒木伸吾     | 池田祐二 |
| 14   | 5月31日        | 愛と別れのノクターン       | 馬嶋満     | 八沖繁男              | 富沢雄三     | 勝井和子 |
| 15   | 6月7日         | さらわれた橋蔵ちゃん       | 馬嶋満     | 福島和美              | 荒木伸吾     | 池田祐二 |
| 16   | 6月14日        | ずぶ濡れロックンロール     | 馬嶋満     | 葛西治                | 山口泰弘     | 伊藤英治 |
| 17   | 6月21日        | 男一匹ジュリアーノ         | 富田祐弘   | 正延宏三              | 笠原彰       | 勝井和子 |
| 18   | 6月28日        | やっこ虹色のスキャット     | 馬嶋満     | 芹川有吾              | 荒木伸吾     | 池田祐二 |
| 19   | 7月5日         | 橋蔵ちゃんの誕生日         | 富田祐弘   | 八沖繁男              | 富沢雄三     | 勝井和子 |
| 20   | 7月12日        | 夜ふけのロンリー坊や       | 馬嶋満     | 福島和美              | 福地信之     | 宮前光春 |
| 21   | 7月19日        | GO!剛!ビーハイヴ           | 馬嶋満     | 葛西治                | 山口泰弘     | 伊藤英治 |
| 22   | 7月26日        | 夜明けのロングビーチ       | 富田祐弘   | 正延宏三              | 笠原彰       | 勝井和子 |
| 23   | 8月2日         | 白樺林の熱いキッス         | 馬嶋満     | 芹川有吾              | 荒木伸吾     | 池田祐二 |
| 24   | 8月9日         | 嵐の中のデュエット         | 馬嶋満     | 腰繁男                | 笠原彰       | 勝井和子 |
| 25   | 8月16日        | 夏祭りのサンバ             | 富田祐弘   | （葛西治） 貝沢幸男   | 永木龍博     | 池田祐二 |
| 26   | 8月23日        | 湖畔の熱いヴォーカル       | 馬嶋満     | 正延宏三              | 笠原彰       | 勝井和子 |
| 27   | 8月30日        | 恋のインターチェンジ       | 馬嶋満     | 葛西治                | 山口泰弘     | 山本善之 |
| 28   | 9月6日         | やっこのファースト・キッス | 馬嶋満     | 八沖繁男              | 笠原彰       | 勝井和子 |
| 29   | 9月13日        | ベイビー・アイラブユー     | 馬嶋満     | （福島和美） 貝沢幸男 | 荒木伸吾     | 田中資幸 |
| 30   | 9月20日        | 星空のラブコール           | 馬嶋満     | 腰繁男                | 笠原彰       | 勝井和子 |
| 31   | 9月27日        | 帰ってきた結婚人形         | 馬嶋満     | 芹川有吾              | 永木龍博     | 伊藤英治 |
| 32   | 10月11日       | 愛と哀しみのウェディング   | 田村多津夫 | 腰繁男                | 多賀かずひろ | 勝井和子 |
| 33   | 11月1日        | ひとりぼっちのマイハート   | 田村多津夫 | 葛西治                | 山口泰弘     | 伊藤英治 |
| 34   | 11月8日        | 別れのプレリュード         | 馬嶋満     | 腰繁男                | 笠原彰       | 勝井和子 |
| 35   | 11月22日       | こわれたリズムボックス     | 馬嶋満     | 芹川有吾              | 荒木伸吾     | 伊藤英治 |
| 36   | 11月29日       | 愛の炎・ファイヤー         | 田村多津夫 | （西沢信孝） 腰繁男   | 笠原彰       | 勝井和子 |
| 37   | 12月6日        | パリからの子守唄           | 馬嶋満     | 葛西治                | 永木龍博     | 伊藤英治 |
| 38   | 12月13日       | 小さな星のメロディー       | 馬嶋満     | 腰繁男                | 笠原彰       | 勝井和子 |
| 39   | 12月20日       | ちびっこ天使のロック       | 馬嶋満     | 芹川有吾              | 山口泰弘     | 伊藤英治 |
| 40   | 1984年 1月10日 | 雪色のバラード             | 馬嶋満     | 腰繁男                | 笠原彰       | 勝井和子 |
| 41   | 1月17日        | 恋人たちのコンチェルト     | 馬嶋満     | 貝沢幸男              | 荒木伸吾     | 伊藤英治 |
| 42   | 1月24日        | ウェディングベルは剛さんと | 馬嶋満     | （葛西治） 腰繁男     | 笠原彰       | 勝井和子 |

### ネット局
放送系列は放送当時のもの。新潟テレビ21を除く放送日時は個別に出典が掲示されているものを除き、1983年9月中旬 - 10月上旬時点のものとする。
| 放送対象地域   | 放送局             | 放送系列                      | 放送期間                       | 放送日時                          | 備考                                 |
| -------------- | ------------------ | ----------------------------- | ------------------------------ | --------------------------------- | ------------------------------------ |
| 関東広域圏     | テレビ朝日         | テレビ朝日系列                | 1983年3月1日 - 1984年1月24日   | 火曜 19:30 - 20:00 （同時ネット） | 制作局                               |
| 北海道         | 北海道テレビ放送   | テレビ朝日系列                | 1983年3月1日 - 1984年1月24日   | 火曜 19:30 - 20:00 （同時ネット） |                                      |
| 宮城県         | 東日本放送         | テレビ朝日系列                | 1983年3月1日 - 1984年1月24日   | 火曜 19:30 - 20:00 （同時ネット） |                                      |
| 福島県         | 福島放送           | テレビ朝日系列                | 1983年3月1日 - 1984年1月24日   | 火曜 19:30 - 20:00 （同時ネット） |                                      |
| 静岡県         | 静岡けんみんテレビ | テレビ朝日系列                | 1983年3月1日 - 1984年1月24日   | 火曜 19:30 - 20:00 （同時ネット） | 現・静岡朝日テレビ                   |
| 中京広域圏     | 名古屋放送         | テレビ朝日系列                | 1983年3月1日 - 1984年1月24日   | 火曜 19:30 - 20:00 （同時ネット） | 現・名古屋テレビ放送、通称・メーテレ |
| 近畿広域圏     | 朝日放送           | テレビ朝日系列                | 1983年3月1日 - 1984年1月24日   | 火曜 19:30 - 20:00 （同時ネット） | 現・朝日放送テレビ                   |
| 広島県         | 広島ホームテレビ   | テレビ朝日系列                | 1983年3月1日 - 1984年1月24日   | 火曜 19:30 - 20:00 （同時ネット） |                                      |
| 香川県 岡山県  | 瀬戸内海放送       | テレビ朝日系列                | 1983年3月1日 - 1984年1月24日   | 火曜 19:30 - 20:00 （同時ネット） |                                      |
| 福岡県         | 九州朝日放送       | テレビ朝日系列                | 1983年3月1日 - 1984年1月24日   | 火曜 19:30 - 20:00 （同時ネット） |                                      |
| 鹿児島県       | 鹿児島放送         | テレビ朝日系列                | 1983年3月1日 - 1984年1月24日   | 火曜 19:30 - 20:00 （同時ネット） |                                      |
| 長野県         | テレビ信州         | 日本テレビ系列 テレビ朝日系列 | 1983年3月1日 - 1984年1月24日   | 火曜 19:30 - 20:00 （同時ネット） |                                      |
| 新潟県         | 新潟テレビ21       | テレビ朝日系列                | 1983年10月11日 - 1984年1月24日 | 火曜 19:30 - 20:00 （同時ネット） | 第32話より放送開始。                 |
| 山形県         | 山形放送           | 日本テレビ系列 テレビ朝日系列 |                                | 水曜 16:30 - 17:00                |                                      |
| 富山県         | 北日本放送         | 日本テレビ系列                | 1983年4月27日 - 1984年2月29日  | 水曜 17:30 - 18:00                |                                      |
| 石川県         | 石川テレビ         | フジテレビ系列                | 1984年4月17日 - 6月19日        | 月曜 - 金曜 16:55 - 17:25         | 本放送終了後に放送                   |
| 福井県         | 福井放送           | 日本テレビ系列                | 1983年3月11日 - 1984年1月27日  | 金曜 17:00 - 17:30                |                                      |
| 山梨県         | テレビ山梨         | TBS系列                       |                                | 日曜 7:05 - 7:35                  |                                      |
| 鳥取県・島根県 | 日本海テレビ       | 日本テレビ系列                | 本放送終了後の1995年に放送     | 月曜 - 木曜 16:00 - 16:30         |                                      |
| 山口県         | 山口放送           | 日本テレビ系列 テレビ朝日系列 |                                | 土曜 17:00 - 17:30                |                                      |
| 長崎県         | 長崎放送           | TBS系列                       | 水曜 17:20 - 17:50             |                                   |                                      |
| 宮崎県         | 宮崎放送           | TBS系列                       | 木曜 17:25 - 17:55             |                                   |                                      |
| 沖縄県         | 沖縄テレビ         | フジテレビ系列                | 金曜 17:30 - 18:00             | 本放送終了後に放送                |                                      |

## ドラマ

### イタリア版
1986年から1988年にかけて、イタリア国内で本作品を翻案したテレビドラマシリーズが放映された。1985年に放映されたアニメ版がヒットした後、イタリアでは続編を求める声がテレビ局に殺到。しかし日本では第2シーズンを作る計画は無かったため、制作元の許諾を得た上で続編として独自に実写ドラマを製作した経緯がある。これもイタリアでヒットし、第4シーズンまで作られる人気作となった。
- 『Love me Licia』（「愛してリーチャ」）全34話
- 『Licia dolce Licia』（「リーチャ、優しいリーチャ」）全35話
- 『Teneramente Licia』（「愛を込めてリーチャ」）全39話
- 『Balliamo e cantiamo con Licia』（「リーチャ、歌って踊ろう」）全36話

舞台となるお好み焼き屋は『Polpette』（ポルペッテ、ミートボールのこと）の食堂という設定に変更されているが、やっこちゃんの父親は原作と同じ格好をしている。しかし、かっぽう着が理解できていないため、これに代えて妙なフリルつきの白衣を着た格好になっている。
「Licia」の名前で分かるとおり登場人物の名前はアニメのイタリア放映版と同様に変更されており、やっこちゃんの父は「Marrabbio」（マッラッビオ、怒るの意）となっている。主人公リーチャ（やっこちゃん）役は、イタリアのアニソン女王として知られるクリスティーナ・ダヴェーナが演じた。本来歌手である彼女の女優デビュー作である。

### 国内版
ネットシネマとして2004年にドラマ化された。全12話。
- 主演 - 加藤未央、高田宏太郎
- 監督 - 大江利哉
- 配信 - Yahoo! JAPAN

## 小説
1983年7月から集英社コバルト文庫シリーズにて全3冊が刊行。著者はテレビアニメ版も担当の脚本家・馬嶋満。内容は、舞台が東京である、橋蔵の髪の毛が藍色など、アニメ版の設定でのノベライズ。